# الی براش
الی براش (انگلیسی: Ellie Brush؛ زادهٔ ۱۹ اوت ۱۹۸۸) بازیکن فوتبال، و بازیکن فوتبال استرالیایی اهل استرالیا است.
از باشگاه‌هایی که در آن بازی کرده‌است می‌توان به هیوستون دش اشاره کرد.